# Olivia Newton-John’s Greatest Hits
Olivia Newton-John’s Greatest Hits ist ein Best-of-Album der britisch-australischen Sängerin Olivia Newton-John. Das Album wurde im Dezember 1977 über das Label MCA Records veröffentlicht.

## Produktion und Gastbeiträge
Die auf dem Album enthaltenen Lieder sind zum zuvor veröffentlichte Singles aus Olivia Newton-Johns vorigen Alben If Not for You (ein Track), Let Me Be There (ein Lied), If You Love Me, Let Me Know (drei Songs), Have You Never Been Mellow (zwei Tracks), Clearly Love (zwei Lieder), Come On Over (ein Song) und Don’t Stop Believin’ (zwei Tracks).
Auf Olivia Newton-John’s Greatest Hits sind keinerlei Gastbeiträge anderer Musiker enthalten.

## Titelliste
| #  | Titel                        | Songwriter                | Produzent                | Länge | Album                              |
| -- | ---------------------------- | ------------------------- | ------------------------ | ----- | ---------------------------------- |
| 1  | If Not for You               | Bob Dylan                 | Bruce Welch, John Farrar | 2:50  | If Not for You (1971)              |
| 2  | Changes                      | Olivia Newton-John        | Bruce Welch, John Farrar | 2:27  | If You Love Me, Let Me Know (1974) |
| 3  | Let Me Be There              | John Rostill              | Bruce Welch, John Farrar | 3:00  | Let Me Be There (1973)             |
| 4  | If You Love Me (Let Me Know) | John Rostill              | John Farrar              | 3:12  | If You Love Me, Let Me Know (1974) |
| 5  | I Honestly Love You          | Peter Allen, Jeff Barry   | John Farrar              | 3:36  | If You Love Me, Let Me Know (1974) |
| 6  | Have You Never Been Mellow   | John Farrar               | John Farrar              | 3:28  | Have You Never Been Mellow (1975)  |
| 7  | Please Mr. Please            | Bruce Welch, John Rostill | John Farrar              | 3:24  | Have You Never Been Mellow (1975)  |
| 8  | Something Better to Do       | John Farrar               | John Farrar              | 3:16  | Clearly Love (1975)                |
| 9  | Let It Shine                 | Linda Hargrove            | John Farrar              | 2:26  | Clearly Love (1975)                |
| 10 | Come On Over                 | Barry Gibb, Robin Gibb    | John Farrar              | 3:38  | Come On Over (1976)                |
| 11 | Don’t Stop Believin’         | John Farrar               | John Farrar              | 3:37  | Don’t Stop Believin’ (1976)        |
| 12 | Sam                          | John Farrar               | John Farrar              | 3:41  | Don’t Stop Believin’ (1976)        |

## Charterfolge
Olivia Newton-John’s Greatest Hits stieg in der Woche zum 12. November 1977 auf Platz 38 der Billboard 200 ein. In seiner zehnten Chartwoche erreichte der Tonträger seine Höchstposition von Platz 13. Des Weiteren erreichte die Single Platz sieben der US-amerikanischen Billboard Country Charts.
| ChartsChartplatzierungen       | Höchstplatzierung | Wochen |
| ------------------------------ | ----------------- | ------ |
| Vereinigtes Königreich (OCC)   | 19 (9 Wo.)        | 9      |
| Vereinigte Staaten (Billboard) | 13 (19 Wo.)       | 19     |

## Verkaufszahlen und Auszeichnungen
Greatest Hits wurde 1984 in den Vereinigten Staaten für über zwei Millionen verkaufte Einheiten mit zweifach-Platin.
| Professionelle Bewertungen | Professionelle Bewertungen |
| -------------------------- | -------------------------- |
| Kritiken                   |                            |
| Quelle                     | Bewertung                  |
| allmusic                   | [ 5 ]                      |

| Land/Region                  | Auszeichnungen für Musikverkäufe (Land/Region, Auszeichnung, Verkäufe) | Verkäufe  |
| ---------------------------- | ---------------------------------------------------------------------- | --------- |
| Hongkong (IFPI/HKRIA)        | Gold                                                                   | 10.000    |
| Kanada (MC)                  | Platin                                                                 | 100.000   |
| Vereinigte Staaten (RIAA)    | 2× Platin                                                              | 2.000.000 |
| Vereinigtes Königreich (BPI) | Gold                                                                   | 100.000   |
| Insgesamt                    | 2× Gold · 3× Platin ·                                                  | 2.210.000 |

Hauptartikel: Olivia Newton-John/Auszeichnungen für Musikverkäufe